# Glen Combs
Glen Courtney Combs (Hazard, Kentucky, 30 de octubre de 1946) es un exjugador de baloncesto estadounidense que disputó siete temporadas en la ABA. Con 1,88 metros de estatura, jugaba en la posición de base.

## Trayectoria deportiva

### Universidad
Jugó tres temporadas con los Universidad de Virginia Tech del Instituto Politécnico y Universidad Estatal de Virginia, promediando en las dos últimas más de 20 puntos por encuentro.

### Profesional
Fue elegido en la quincuagésimo primera posición del Draft de la NBA de 1968 por San Diego Rockets, y en el draft de la ABA por los Dallas Chaparrals, equipo por el que fichó. Ya en su primera temporada fue titular, pero fue en la temporada 1969-70 en la que convirtió en el líder del equipo, promediando 22,2 puntos y 4,1 asistencias por partido, lo que le valió para ser elegido para disputar su primer All-Star Game.
Mediada la temporada siguiente fue traspasado junto con Ron Boone a los Utah Stars a cambio de Donnie Freeman y Wayne Hightower, y no le pudo salir mejor la jugada, ya que los Stars se proclamaron esa temporada Campeones de la ABA, a lo que Combs colaboró con 20,1 puntos por partido.
Tras tres temporadas en Utah, en 1974 fue traspasado junto con Mike Jackson, Ronnie Robinson y dinero a los Memphis Tams a cambio de Johnny Neumann. En Memphis recuperó la titularidad perdida el último año en los Stars, pero sus cifras ya no serían las de sus primeros años, promediando 13,5 puntos y 6,0 asistencias por partido.
Al término de la temporada sería nuevamente traspasado, en esta ocasión a los Virginia Squires junto con Mike Jackson a cambio de Mike Barr y George Carter, donde jugaría sus últimos partidos como profesional.

## Estadísticas de su carrera en la ABA

### Temporada regular
| Temporada | Edad | Equipo            | Liga | Pos. | P   | TIT | MIN  | TC  | TCA  | %TC  | 3P  | 3PA | %3P  | 2P  | 2PA  | %2P  | TL  | TLA | %TL  | R.OF. | R.DEF. | REB | ASIS | ROB | TAP | PER | FP  | PTS  |
| 1968-69   | 22   | Dallas Chaparrals | ABA  | PG   | 72  |     | 31.1 | 5.1 | 12.1 | .419 | 1.2 | 3.2 | .361 | 3.9 | 8.8  | .441 | 4.2 | 5.5 | .761 | 0.9   | 1.8    | 2.7 | 2.3  |     |     | 2.2 | 3.0 | 15.4 |
| 1969-70 ★ | 23   | Dallas Chaparrals | ABA  | PG   | 84  |     | 38.8 | 7.6 | 17.5 | .434 | 1.5 | 4.4 | .351 | 6.1 | 13.1 | .462 | 5.5 | 6.5 | .836 | 0.7   | 2.7    | 3.4 | 4.1  |     |     | 3.5 | 3.2 | 22.2 |
| 1970-71 ★ | 24   | TOTAL             | ABA  | SG   | 86  |     | 37.3 | 7.1 | 16.0 | .445 | 0.9 | 2.4 | .367 | 6.2 | 13.5 | .459 | 5.2 | 6.3 | .821 | 0.9   | 2.5    | 3.4 | 4.2  |     |     | 3.0 | 3.3 | 20.3 |
| 1970-71 ★ | 24   | Texas Chaparrals  | ABA  | SG   | 42  |     | 38.2 | 7.1 | 16.4 | .435 | 1.1 | 3.1 | .357 | 6.0 | 13.4 | .453 | 5.1 | 6.5 | .783 | 0.9   | 2.3    | 3.1 | 4.5  |     |     | 3.1 | 3.0 | 20.5 |
| 1970-71 ★ | 24   | Utah Stars        | ABA  | SG   | 44  |     | 36.3 | 7.0 | 15.5 | .455 | 0.7 | 1.8 | .383 | 6.3 | 13.7 | .464 | 5.3 | 6.2 | .858 | 0.9   | 2.7    | 3.6 | 3.9  |     |     | 2.8 | 3.7 | 20.1 |
| 1971-72 ★ | 25   | Utah Stars        | ABA  | SG   | 84  |     | 34.6 | 5.8 | 13.2 | .436 | 1.2 | 3.0 | .406 | 4.5 | 10.2 | .444 | 3.8 | 4.5 | .839 | 0.6   | 1.9    | 2.6 | 3.6  |     |     | 2.3 | 3.0 | 16.5 |
| 1972-73   | 26   | Utah Stars        | ABA  | SG   | 50  |     | 29.8 | 4.6 | 10.7 | .426 | 1.0 | 2.7 | .381 | 3.5 | 8.0  | .441 | 3.1 | 3.8 | .815 | 0.4   | 1.3    | 1.7 | 2.8  |     |     | 1.8 | 2.8 | 13.2 |
| 1973-74   | 27   | TOTAL             | ABA  | G    | 76  |     | 26.1 | 4.0 | 9.2  | .437 | 0.7 | 1.9 | .354 | 3.3 | 7.2  | .459 | 2.1 | 2.8 | .736 | 0.6   | 1.3    | 1.9 | 4.0  | 0.7 | 0.1 | 1.9 | 2.0 | 10.7 |
| 1973-74   | 27   | Utah Stars        | ABA  | SG   | 37  |     | 16.7 | 2.8 | 6.7  | .423 | 0.6 | 1.8 | .353 | 2.2 | 4.9  | .450 | 1.5 | 2.2 | .713 | 0.5   | 0.9    | 1.4 | 1.9  | 0.4 | 0.2 | 1.2 | 1.5 | 7.9  |
| 1973-74   | 27   | Memphis Tams      | ABA  | PG   | 39  |     | 35.1 | 5.1 | 11.5 | .444 | 0.7 | 2.0 | .354 | 4.4 | 9.5  | .463 | 2.5 | 3.4 | .750 | 0.7   | 1.6    | 2.3 | 6.0  | 0.9 | 0.1 | 2.6 | 2.5 | 13.5 |
| 1974-75   | 28   | Virginia Squires  | ABA  | SG   | 13  |     | 14.6 | 1.8 | 5.2  | .343 | 0.5 | 1.6 | .286 | 1.3 | 3.5  | .370 | 1.8 | 2.1 | .889 | 0.4   | 0.5    | 0.8 | 1.8  | 0.3 | 0.2 | 1.2 | 1.0 | 5.8  |
| Total     |      |                   | ABA  |      | 465 |     | 32.8 | 5.7 | 13.2 | .433 | 1.1 | 2.9 | .367 | 4.6 | 10.2 | .452 | 4.0 | 4.9 | .810 | 0.7   | 1.9    | 2.6 | 3.5  | 0.6 | 0.1 | 2.5 | 2.9 | 16.5 |

### Playoffs
| Temporada | Edad | Equipo            | Liga | Pos. | P  | TIT | MIN  | TC  | TCA  | %TC  | 3P  | 3PA | %3P  | 2P  | 2PA  | %2P  | TL  | TLA | %TL  | R.OF. | R.DEF. | REB | ASIS | ROB | TAP | PER | FP  | PTS  |
| 1968-69   | 22   | Dallas Chaparrals | ABA  | PG   | 7  |     | 39.7 | 7.9 | 19.7 | .399 | 0.7 | 4.0 | .179 | 7.1 | 15.7 | .455 | 5.9 | 6.9 | .854 |       |        | 2.4 | 2.4  |     |     | 3.0 | 2.6 | 22.3 |
| 1969-70   | 23   | Dallas Chaparrals | ABA  | PG   | 6  |     | 41.8 | 9.3 | 20.7 | .452 | 1.7 | 5.3 | .313 | 7.7 | 15.3 | .500 | 4.0 | 5.2 | .774 |       |        | 3.8 | 5.2  |     |     | 2.8 | 3.3 | 24.3 |
| 1970-71 ❍ | 24   | Utah Stars        | ABA  | SG   | 18 |     | 35.5 | 6.1 | 14.9 | .405 | 0.6 | 1.7 | .355 | 5.4 | 13.2 | .412 | 3.8 | 4.7 | .800 | 1.6   | 2.5    | 4.1 | 3.6  |     |     | 2.6 | 3.7 | 16.5 |
| 1971-72   | 25   | Utah Stars        | ABA  | SG   | 11 |     | 28.8 | 5.1 | 10.5 | .483 | 0.7 | 2.0 | .364 | 4.4 | 8.5  | .511 | 2.4 | 3.5 | .684 |       |        | 1.8 | 2.5  |     |     | 1.9 | 3.4 | 13.3 |
| 1972-73   | 26   | Utah Stars        | ABA  | SG   | 9  |     | 6.7  | 1.1 | 3.4  | .323 | 0.0 | 0.9 | .000 | 1.1 | 2.6  | .435 | 0.4 | 0.6 | .800 | 0.2   | 0.6    | 0.8 | 0.6  |     |     | 1.0 | 1.3 | 2.7  |
| Total     |      |                   | ABA  |      | 51 |     | 30.3 | 5.6 | 13.3 | .422 | 0.7 | 2.4 | .281 | 4.9 | 10.9 | .452 | 3.2 | 4.1 | .787 | 1.1   | 1.9    | 2.8 | 2.8  |     |     | 2.3 | 3.0 | 15.1 |